# Czarka
Czarka (russisch чарка) war ein sehr kleines polnisches Volumenmaß für Flüssigkeiten. Es war das Schälchen. Die Maße sind die polnische Benennung für die russischen Maße Wedro, Kruschka und Tscharka, mit denen sie in der Größe gut übereinstimmten.
- 1 Czarka = 0,123 Liter
- 1 Wiadro = 100 Czarek = 12,3 Liter
- 1 Krużka = 10 Czarek = 1,23 Liter